# Astron
Astron fue un observatorio espacial de la Unión Soviética dedicado a la observación en rayos X y ultravioleta y lanzado el 23 de marzo de 1983 desde Baikonur por un cohete Protón, estuvo activo hasta 1989.
Basado en la estructura de las naves Venera, portaba instrumentos tanto soviéticos como franceses. Usaba un telescopio ultravioleta de 80 cm de diámetro y un espectrómetro de rayos X.
Entre las observaciones más importantes de Astron se cuentan las de la supernova SN 1987A en marzo de 1987, y las del cometa Halley en diciembre de 1985.

## Especificaciones
- Perigeo: 28.386 km
- Apogeo: 175.948 km
- Inclinación orbital: 35 grados
- Masa: 3250 kg